# Bernhard Mattes

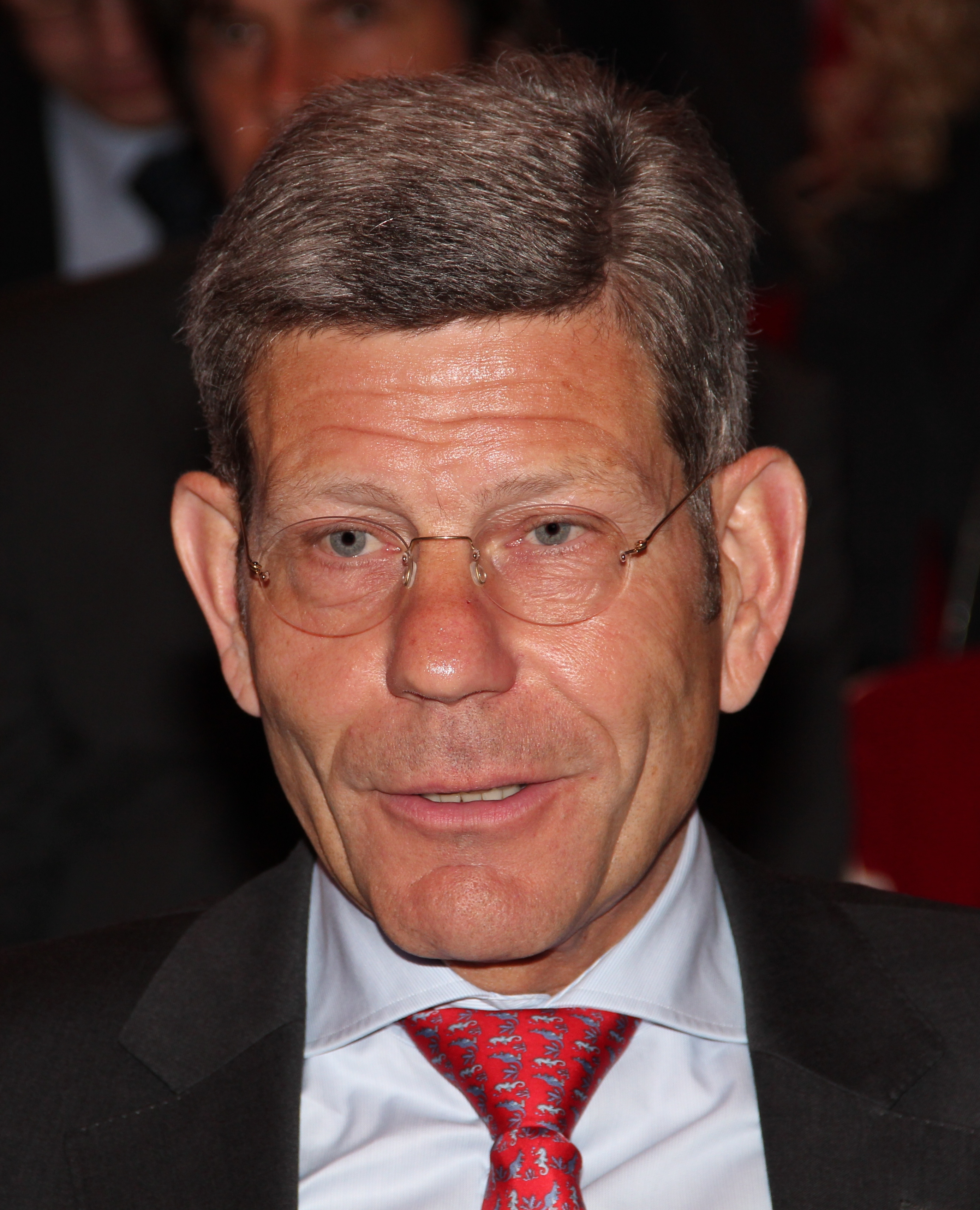
Bernhard Mattes (2013)

Bernhard Mattes (* 8. Juli 1956 in Wolfsburg) ist ein deutscher Manager. Er war unter anderem Vorsitzender des Vorstandes sowie der Geschäftsführung der Ford-Werke, Vizepräsident der Ford Motor Company und Präsident des Verbandes der Automobilindustrie (VDA).

## Leben
Sein Vater war leitender Angestellter bei Volkswagen, sodass er früh vom Automobilbau geprägt wurde. Er studierte Wirtschaftswissenschaften an der Universität Hohenheim.
Nach seinem Abschluss als Diplom-Kaufmann begann er 1982 seine Berufslaufbahn bei der BMW AG.
1999 wurde er Vorstand für Vertrieb und Marketing der Ford-Werke AG, am 12. September 2002 wurde er Vorstandsvorsitzender. Nach der Umfirmierung zur GmbH war er Vorsitzender der Geschäftsführung. Mit Wirkung vom 1. Februar 2006 wurde er zum Vizepräsidenten der Ford Motor Company ernannt und leitete zusätzlich die Ford Customer & Service Division in Europa. Am 1. Januar 2017 hat er seine Funktion bei Ford Deutschland an Gunnar Herrmann abgegeben.
Zum 1. März 2018 wurde er vom Vorstand des Verbandes der Automobilindustrie als Nachfolger von Matthias Wissmann zum Präsidenten berufen. Zum Jahresende 2019 legte Mattes dieses Amt wieder nieder.

## Ehrungen
Am 13. Januar 2011 würdigte der ADAC den Manager in München mit dem Preis „Gelber Engel“ in der Kategorie „Persönlichkeit“ für seine herausragenden Verdienste in den Bereichen Verkehr, Mobilität und Automobil.